# Коми-пермјачки округ
Коми-пермјачки округ (рус. Коми-Пермяцкий округ) или Пермјакија (рус. Пермякия) је територија са посебним статусом у оквиру Пермског краја Руске Федерације. Формиран је 2005. године од територије бившег Коми-пермјачког аутономног округа (1925—2005). По попису из 2002. године, становништво округа чине претежно Пермјаци (59,0%) и Руси (38,2%).